# 布利德斯多夫
布利德斯多夫是德国下萨克森州的一个市镇。总面积12.41平方公里，总人口1741人，其中男性930人，女性811人（2011年12月31日），人口密度140人/平方公里。